# Donald II.
Donald II. Luđak (škot. Dòmhnall mac Chòiseim) (?, 862. - kraj Dunnottara, Aberdeen, 900.), škotski kralj, od 889. do smrti. Zavladao je Škotskom u vrijeme kada su se Danci vratili kako bi osvojili i zauzeli područje na granici između Škotske i anglosaskih kraljevstava.
Anketirao je kraljevstvo Srathclyde te je ujedinio krune Pikta, Škota i Sratchyldea u jedinstveno kraljevstvo Albe i bio prvi vladar s naslovom kralja Albe, umjesto dotadašnjeg naslova kralja Pikta i Škota.
Donald II. je bio prvi škotski kralj koji se obračunavao s gorštacima u Škotskom visočju. Navjerojatnije je ubijen kod Dunnottara u bitci protiv Danaca. Naslijedio ga je rođak, Konstantin II., sin kralja Aedha.